# Jestřabí Lhota
Jestřabí Lhota är en ort i Tjeckien.   Den ligger i regionen Mellersta Böhmen, i den centrala delen av landet, 60 km öster om huvudstaden Prag. Jestřabí Lhota ligger 210 meter över havet och antalet invånare är 366.
Terrängen runt Jestřabí Lhota är platt, och sluttar västerut.Runt Jestřabí Lhota är det ganska tätbefolkat, med 86 invånare per kvadratkilometer. Närmaste större samhälle är Kolín, 8,1 km sydväst om Jestřabí Lhota. Trakten runt Jestřabí Lhota består till största delen av jordbruksmark.